# 6933 Azumayasan
6933 Azumayasan este un asteroid din centura principală de asteroizi.

## Descriere
6933 Azumayasan este un asteroid din centura principală de asteroizi. A fost descoperit pe 28 decembrie 1994 la Oizumi de Takao Kobayashi. El prezintă o orbită caracterizată de o semiaxă mare de 2,70 ua, o excentricitate de 0,17 și o înclinație de 2,6° în raport cu ecliptica.